# Niki Gunke Stangertz
Niki Hannah Gunke Stangertz, tidigare Stangertz, född 30 maj 1980 i Göteborg, är en svensk skådespelare. Hon har varit verksam som Niki Gunke Stangertz, Nikki Gunke eller Nicki Gunke.
Hon har utbildat sig vid bland annat teaterlinjen på Heleneholms gymnasium i Malmö och Teaterhögskolan vid Göteborgs universitet 2001–2005.
Hon är dotter till Göran Stangertz och Nina Gunke. I en intervju i TV 4:s Nyhetsmorgon den 22 december 2013 berättade hon om faderns alkoholproblem och sitt engagemang för utsatta barn.

## Filmografi
- 2004 – Kommissarie Winter (TV-serie)
- 2005 – Häktet (TV-serie)
- 2005 – Utväg
- 2006 – Heartbreak Hotel
- 2006 – Berusningsstudie 2:3
- 2009 – Beck – Levande begravd
- 2009 – Så olika (regiassistent)
- 2018 – Systrar 1968 (TV-serie)
- 2023 – Hålla samman (TV-serie)

## Teater (urval)
- Linje Lusta (2006) (Stockholms stadsteater) som regiassistent
- Sjunde dagen (2006) Radioproduktion
- I Alperna (2006) (Riksteatern)
- 2003 – Darja i Idioten av David Fishelson, regi Alexander Mørk-Eidem, Stockholms stadsteater
- Ett dockhem (Stockholms stadsteater)
- Apberget (2007) (Riksteatern)
- Gyllene draken (2011) Borås Stadsteater
- Låt maten tysta mun (2012) Unga Klara
- Don Quijote Killar säljer (2015) moment
- Förvandlingen (2019) Folkteatern Gävleborg
- Sista sucken (2022) Ung Scen Öst
- Jag springer (2022) Östgötateatern som regissör